# Jana Bruková
Jana Bruková, rozená Cieslarová, (* 6. června 1971 Třinec[zdroj?]) je bývalá československá a česká reprezentantka v orientačním běhu.
Je jednou ze dvou českých žen, které získaly zlatou medaili na mistrovství světa. Během své sportovní kariéry vybojovala na MS několik dalších medailí ze štafetových závodů. Má rovněž cenná vítězství ze závodů Světového poháru a MS akademiků.
Je odchovankyní oddílu TJ TŽ Třinec.

## Sportovní kariéra

### Umístění na MS a ME
| Mistrovství světa v orientačním běhu | Mistrovství světa v orientačním běhu | Mistrovství světa v orientačním běhu | Mistrovství světa v orientačním běhu |
| Rok                                  | Krátká                               | Klasika                              | Štafety                              |
| ------------------------------------ | ------------------------------------ | ------------------------------------ | ------------------------------------ |
| Skövde 1989                          |                                      | 17. místo                            | 2. místo                             |
| Mariánské Lázně 1991                 | 1. místo                             | 4. místo                             | 3. místo                             |
| West Point 1993                      | 13. místo                            | 47. místo                            | 3. místo                             |
| Detmold 1995                         | 25. místo                            | 7. místo                             | 3. místo                             |
| Grimstad 1997                        | 49. místo                            | 22. místo                            | 10. místo                            |
| Inverness 1999                       |                                      | 26. místo                            | 9. místo                             |

| Akademické mistrovství světa v orientačním běhu | Akademické mistrovství světa v orientačním běhu | Akademické mistrovství světa v orientačním běhu | Akademické mistrovství světa v orientačním běhu |
| Rok                                             | Krátká                                          | Klasika                                         | Štafety                                         |
| ----------------------------------------------- | ----------------------------------------------- | ----------------------------------------------- | ----------------------------------------------- |
| Plavinas 1990                                   |                                                 | 5. místo                                        |                                                 |
| Aberdeen 1992                                   |                                                 | 3. místo                                        | 1. místo                                        |
| Veszprém 1996                                   | 1. místo                                        | 1. místo                                        | 1. místo                                        |

| Mistrovství světa juniorů v orientačním běhu | Mistrovství světa juniorů v orientačním běhu | Mistrovství světa juniorů v orientačním běhu | Mistrovství světa juniorů v orientačním běhu |
| Rok                                          | Krátká                                       | Klasika                                      | Štafety                                      |
| -------------------------------------------- | -------------------------------------------- | -------------------------------------------- | -------------------------------------------- |
| Älvsbyn 1990                                 |                                              | 50. místo                                    | 7. místo                                     |
| Západní Berlín 1991                          | 39. místo                                    | 13. místo                                    |                                              |

| Mistrovství světa v lyžařském orientačním běhu | Mistrovství světa v lyžařském orientačním běhu | Mistrovství světa v lyžařském orientačním běhu | Mistrovství světa v lyžařském orientačním běhu |
| Rok                                            | Krátká                                         | Klasika                                        | Štafety                                        |
| ---------------------------------------------- | ---------------------------------------------- | ---------------------------------------------- | ---------------------------------------------- |
| Pontarlier 1992                                | 36. místo                                      | 16. místo                                      |                                                |
| Val di Non 1994                                | 12. místo                                      | 12. místo                                      |                                                |

### Pódiová umístění na SP
- závod Světového poháru 1990 (Francie, Jura mountain) - krátká trať - 3. místo
- závod Světového poháru 1992 (Rusko, St. Petersburg) - klasická trať - 1. místo
- závod Světového poháru 1992 (Finsko, Espoo-Helsinki) - krátká trať - 3. místo
- závod Světového poháru 1992 (USA, New Hampshire) - klasická trať - 3. místo
- závod Světového poháru 1992 (Rakousko, Wienerwald Breittenfurt) - klasická trať - 6. místo
- závod Světového poháru 1994 (Austrálie, Ballarat) - krátká trať - 2. místo
- závod Světového poháru 1998 (Velká Británie, Lakeside) - klasická trať - 1. místo
- závod Světového poháru 1998 (Slovensko, Tatranská Lomnica) - krátká trať - 1. místo

### Umístění na MČSR
| Mistrovství Československa v orientačním běhu | Mistrovství Československa v orientačním běhu | Mistrovství Československa v orientačním běhu | Mistrovství Československa v orientačním běhu | Mistrovství Československa v orientačním běhu | Mistrovství Československa v orientačním běhu |
| Rok                                           | Kategorie                                     | Klasická trať                                 | Krátká trať                                   | Dlouhá trať                                   | Noční                                         |
| --------------------------------------------- | --------------------------------------------- | --------------------------------------------- | --------------------------------------------- | --------------------------------------------- | --------------------------------------------- |
| 1986                                          | D16 – mladší dorostenky                       | 2. místo                                      |                                               |                                               |                                               |
| 1987                                          | D16 – mladší dorostenky                       | 4. místo                                      |                                               |                                               |                                               |
| 1988                                          | D18 – starší dorostenky                       | 3. místo                                      |                                               | 1. místo                                      |                                               |
| 1990                                          | D20 – juniorky                                | 2. místo                                      |                                               | 1. místo                                      |                                               |
| 1990                                          | D21 – ženy                                    |                                               | 4. místo                                      |                                               |                                               |
| 1991                                          | D21 – ženy                                    | 3. místo                                      | 7. místo                                      | 1. místo                                      |                                               |
| 1992                                          | D20 – juniorky                                | 1. místo                                      |                                               |                                               |                                               |
| 1992                                          | D21 – ženy                                    |                                               | 3. místo                                      | 1. místo                                      |                                               |

### Umístění na MČR
| Mistrovství České republiky v orientačním běhu | Mistrovství České republiky v orientačním běhu | Mistrovství České republiky v orientačním běhu | Mistrovství České republiky v orientačním běhu | Mistrovství České republiky v orientačním běhu | Mistrovství České republiky v orientačním běhu | Mistrovství České republiky v orientačním běhu |
| Rok                                            | Kategorie                                      | Klasická trať                                  | Krátká trať                                    | Sprint                                         | Dlouhá trať                                    | Noční                                          |
| ---------------------------------------------- | ---------------------------------------------- | ---------------------------------------------- | ---------------------------------------------- | ---------------------------------------------- | ---------------------------------------------- | ---------------------------------------------- |
| 1993                                           | D21 – ženy                                     | 1. místo                                       | 2. místo                                       |                                                | 1. místo                                       |                                                |
| 1994                                           | D21 – ženy                                     |                                                |                                                |                                                | zranění                                        |                                                |
| 1995                                           | D21 – ženy                                     | 1. místo                                       | 4. místo                                       |                                                | 2. místo                                       |                                                |
| 1996                                           | D21 – ženy                                     | 11. místo                                      | 1. místo                                       |                                                | 1. místo                                       | 4. místo                                       |
| 1997                                           | D21 – ženy                                     | 2. místo                                       | 2. místo                                       |                                                |                                                | 1. místo                                       |
| 1998                                           | D21 – ženy                                     | 3. místo                                       |                                                |                                                | 1. místo                                       |                                                |
| 1999                                           | D21 – ženy                                     | 1. místo                                       | 12. místo                                      | 1. místo                                       | 1. místo                                       |                                                |